# 任言愷
任言愷（英文名：Ming，1984年2月27日—），臺灣男模特兒、演员，隸屬於STARMAKER演藝娛樂有限公司，曾在多個電視廣告及音樂錄影帶演出。

## 作品

### 電影
| 首播年份 | 剧名                     | 角色         | 备注                                                 |
|          | 《Soul Mate》            | 楊子顥，Matt | （世新大學廣播電視電影學系第十六屆畢業成果展劇情片） |
| 2014年   | 《小時代：刺金時代》     | 顧准         |                                                      |
| 2015年   | 《小時代：靈魂盡頭》     | 顧准         |                                                      |
| 2015年   | 《男神时代》             | 林子松       |                                                      |
| 2016年   | 《假装看不见之电影大师》 | 李暮然       |                                                      |

### 電視劇
| 首播年份 | 剧名                         | 角色          | 备注   |
| 2015年   | 《午夜計程車第二季》         | 周大宇        | 網絡劇 |
| 2016年   | 《是！尚先生》               | 高珉          |        |
| 2016年   | 《極品模王》                 | 高偉文        | 網絡劇 |
| 2017年   | 《學院傳說之三生三世桃花緣》 | 苗李          | 網絡劇 |
| 2017年   | 《繁星四月》                 | 傅夏          |        |
| 2017年   | 《一粒红尘》                 | 簡晨燁        |        |
| 2018年   | 《幸福，近在咫尺》           | 相親男        |        |
| 2018年   | 《飄香劍雨》                 | 伊风          |        |
| 2019年   | 《爱上北斗星男友》           | 唐懋          | 網絡劇 |
| 2019年   | 《奮鬥吧，少年！》           | 纪景梧        |        |
| 2019年   | 《我的莫格利男孩》           | 鄭理          |        |
| 2020年   | 《约定期间爱上你》           | 陸薄言        | 網絡劇 |
| 2022年   | 《拜托了！8小时》            | 林峰/龍威將軍 | 網絡劇 |
| 2024年   | 《烈焰》                     | 紫電          | 網絡劇 |
| 待播     | 《我的千岁大人》             |               | 網絡劇 |

### 廣告

#### 電視廣告
- Intel未來這一家
- 台灣大哥大

#### 平面型錄
- sony vaio CR
- Blueway

### MV音樂錄影帶
- 張韶涵
  - 白白的
  - 潘朵拉
  - 樣子
- 櫻桃幫
  - 再見我的愛
- 蕭亞軒
  - 不遠
- 卓文萱
  - 愛的城堡
- F.I.R.飛兒樂團
  - 天天夜夜
- 田馥甄
  - 寂寞寂寞就好
- 孫燕姿
  - 愚人的国度
- 商東茜
  - 不等了
- 鄧福如
  - 如果有如果
- By2
  - 一樣愛著你
- 蛋堡.徐佳瑩
  - 噓

### 平面拍攝

#### 雜誌
- GQ雜誌
- FHM雜誌
- MEN'S UNO雜誌
- MEN'S JOKER雜誌
- MEN'S STYLE雜誌

#### 網路拍賣
- JP Aibo男性服飾
- Free Shop男性服飾

## 外部連結
- Starmaker官方網站
- 任言恺Ming的新浪微博
- 佑明 任的Instagram帳戶
- 任言愷 Ming的Facebook專頁
- 任言愷在香港影庫上的簡介